# Soldadura per elèctrode revestit

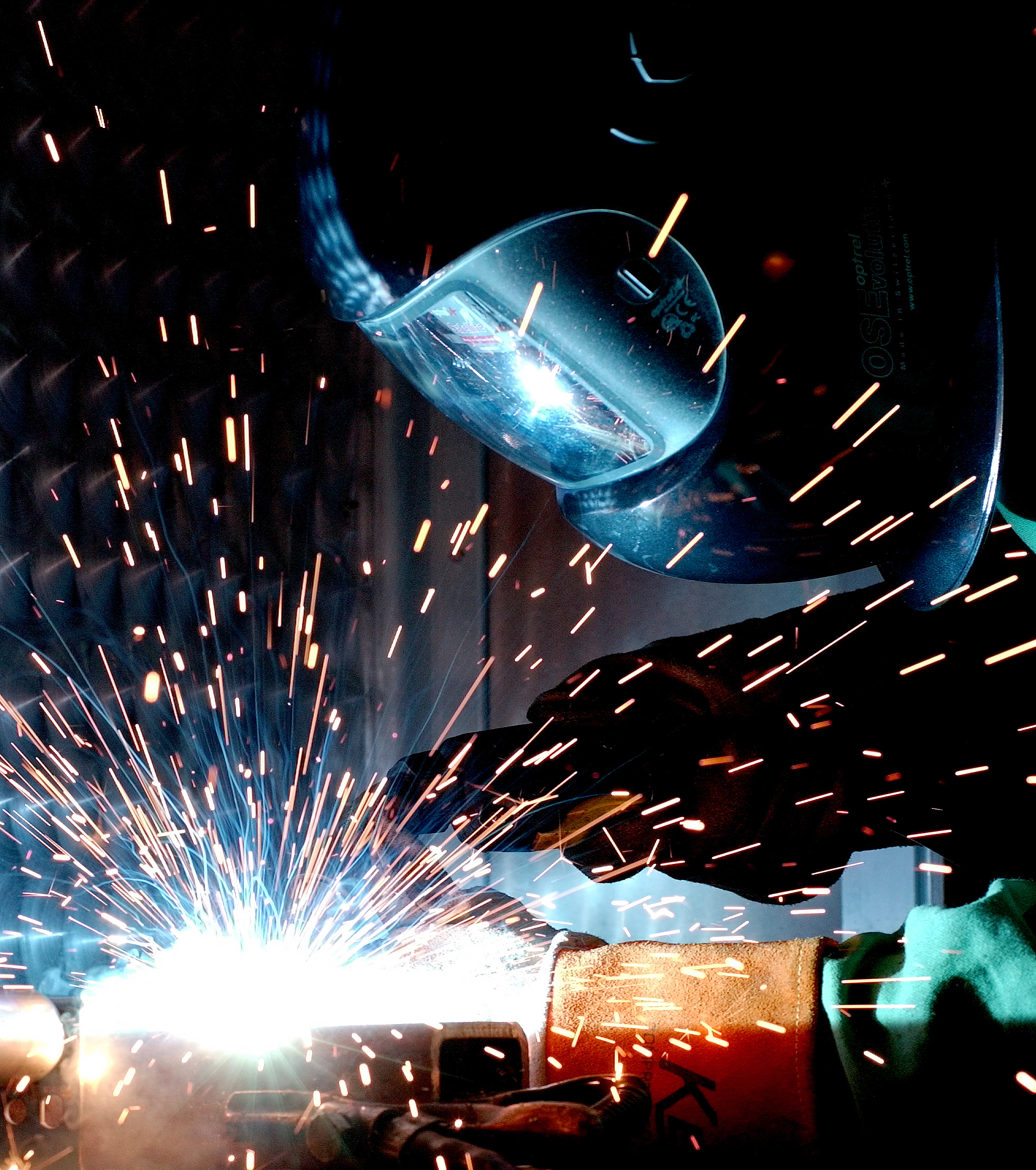
Soldadura per arc

Àrees de la soldadura

La soldadura per elèctrode revestit és una tècnica de soldadura d'arc elèctric. És un procés manual i utilitza un elèctrode consumible envoltat d'un revestiment que ajuda a protegir l'ambient de contaminació. Mitjançant corrent elèctric, ja sigui alterna o continua, es fa saltar l'arc entre l'elèctrode i la peça o peces a soldar. La soldadura per arc basa el seu funcionament en la creació d'un arc elèctric entre l'elèctrode i la peça a soldar. Per produir aquest arc s'han de curtcircuitar les dues parts conductores sota tensió elèctrica. Un cop fet el curtcircuit i a causa de l'elevada resistència es produeix un augment de la temperatura, en separar l'elèctrode de la peça salta un arc del pol negatiu al positiu ionitzant l'aire i permetent el pas de corrent entre l'elèctrode i la peça o a l'inrevés depenent de la polaritat de cada element. Per tal que es mantingui l'arc encès és necessari que la distància entre l'elèctrode i la peça no sigui molt elevada. L'equip per soldar bàsicament consisteix en una font d'energia, un elèctrode, una pinça per a l'elèctrode i una altra per a terra.

## Revestiment
Les funcions més importants del revestiment són:
- Estabilitzar l'arc, protegir el metall fos del contacte amb l'aire i recobrir amb escòria el metall un cop dipositat.
- Aportar elements d'aliació a la soldadura.
- Reduir la velocitat de refredament del cordó dipositat, mantenint el metall fos més temps i en conseqüència facilitar la sortida de gasos.
- Ajudar el transport del material.
- Ajudar a focalitzar l'arc, fent-lo més fàcilment dirigible.
- Ajudar a l'eliminació d'impureses del metall base.

### Tipus d'elèctrodes segons el seu revestiment
OxidantsS'anomenen així perquè el metall fos té gran quantitat d'oxigen, generalment en forma d'òxid de ferro, també retenen bastant nitrogen en forma de nitrur de ferro. La seva Resistència elèctrica (propietat)|resistència a la tracció i resiliència no és gaire bona, però en canvi aguanten sense trencar-se grans deformacions en fred. L'encesa de l'arc és molt fàcil.
ÀcidsContenen una gran proporció de desoxidants i desnitrurants. La resiliència és mitja. La penetració és bona, té tendència a fisurar-se en calent i no són adequats per a acers amb contingut de carboni de l'ordre del 0,24%.
RutilèAquests revestiments contenen una gran quantitat d'òxid de titani (IV) que és un bon estabilitzador de l'arc. Donen bones característiques mecàniques i un bon acabat i resisteixen bé l'aparició de fisures en calent en acers de fins al 0,3% de carboni.
BàsicsContenen gran quantitat de carbonats, sobretot càlcic, i elements reductors com el manganès o el silici, així com elements additiu com el níquel, crom, molibdè, amb la finalitat d'aconseguir major resistència mecànica de la soldadura. Les soldadures realitzades amb aquest revestiment obtenen major resiliència que les realitzades amb qualsevol altre revestiment. Els elèctrodes amb aquest revestiment són difícils de manejar i és necessari prendre precaucions especials a l'hora d'emmagatzemar-los, ja que són molt higroscòpics i la humitat podria malmetre'ls.
Cel·lulòsicsContenen una gran proporció de substàncies orgàniques combustibles, que produeixen una gran quantitat de gasos, protegint molt bé l'arc del contacte amb l'aire. Generen poca escòria i donen molta penetració. Generalment s'utilitzen amb corrent continu. L'aspecte del cordó és irregular però a canvi permeten una gran velocitat. És recomanable utilitzar-los només en acers suaus i sense impureses.

## Procés

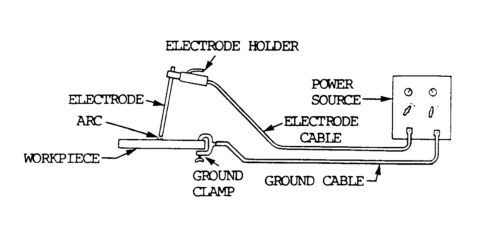
Equip per soldadura per elèctrode revestit

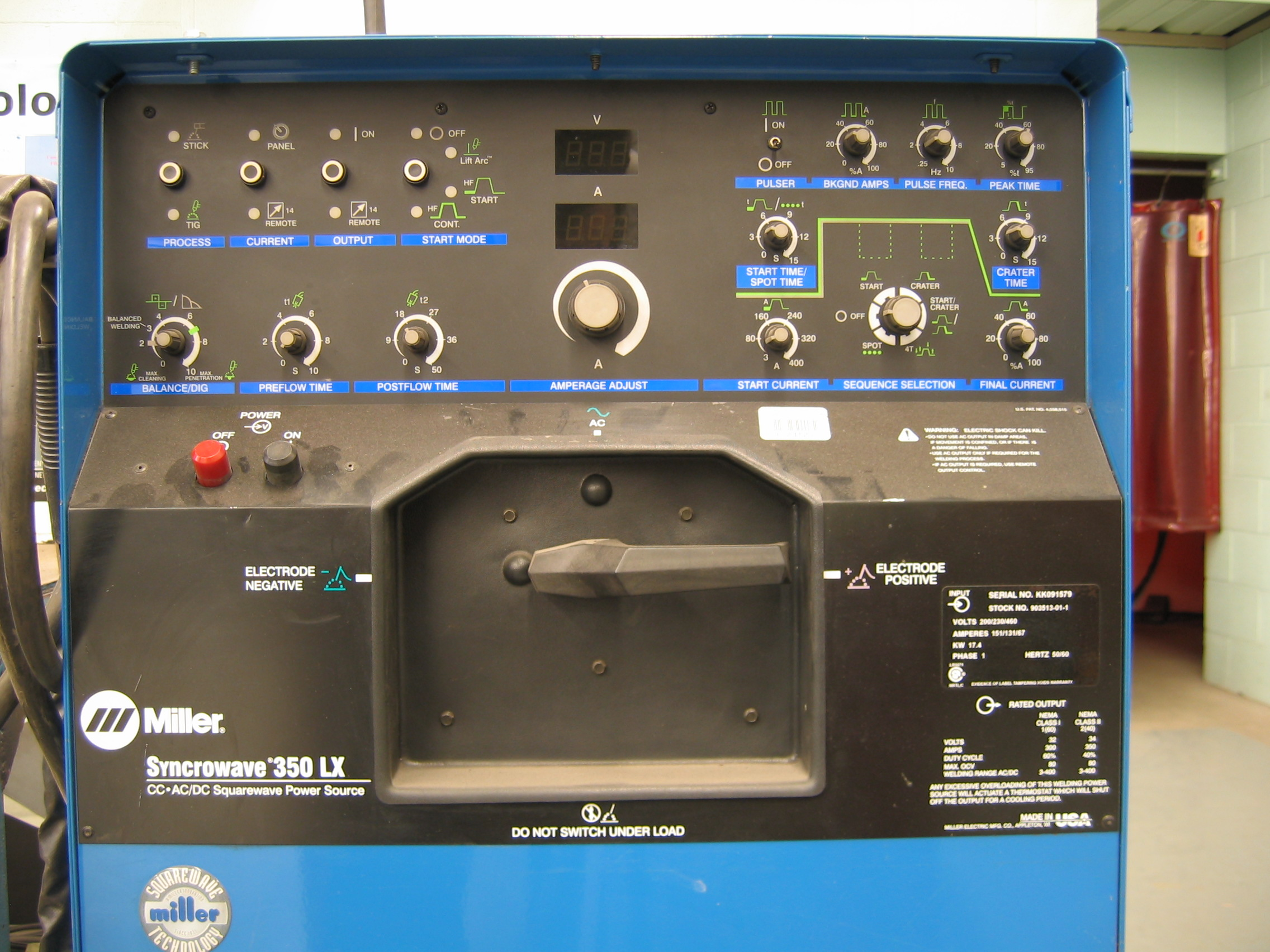
Font d'energia per soldar

Per poder subministrar corrent elèctric a la soldadura, que pot ser corrent continu o corrent altern, es poden utilitzar diferents aparells: transformadors, rectificadors, convertidors i grups electrògens. Les fonts d'energia es classifiquen en dos grans grups: generadors de potencial elèctric constant i generadors d'intensitat constant. Els d'intensitat constant solen utilitzar-se en les soldadures d'electrode revestit i soldadura TIG mentre que els de tensió constant solen utilitzar-se en soldadures per arc submergit i en les MIG o MAG. En la soldadura per arc, el voltatge està directament relacionat amb la longitud de l'arc elèctric, mentre que la intensitat està fortament relacionada amb la quantitat de calor aportada. Els problemes més habituals són falta de fusió o penetració, porositats, cràters o esquerdes. Causats per un excés de corrent, massa separació entre l'elèctrode i la peça o velocitat d'avanç elevada.